# Yourik Sargsyan
Jurij Othello Sargsyan, detto Yourik, (in russo Юрий Отеллоевич Саркисян?; in armeno Յուրի Օթելլոյի Սարգսյան?; Geghakert, 14 agosto 1961) è un ex sollevatore sovietico naturalizzato australiano di origine armena che ha gareggiato nella categoria dei pesi gallo (fino a 56/59 kg) e dei pesi piuma (fino a 60/64/62 kg).
Ha partecipato a tre edizioni dei Giochi Olimpici, le ultime due in rappresentanza dell'Australia, vincendo una medaglia d'argento olimpica e due titoli mondiali ed europei.
Nel 2007 Yourik Sargsyan è stato incluso nella Hall of Fame della Federazione internazionale di sollevamento pesi (IWF).

## Carriera

### 1980 – 1991: nazionale sovietica
Ha iniziato l'allenamento con i pesi all'età di 12 anni. Nel 1980 Sargsyan è stato inserito nella squadra nazionale di sollevamento pesi dell'Unione Sovietica e convocato ai campionati europei di Belgrado nei pesi piuma (fino a 60 kg.), dove ha vinto la medaglia d'argento con 280 kg. nel totale. Pochi mesi dopo è stato convocato per le Olimpiadi di Mosca 1980, riuscendo a rientrare nella categoria inferiore dei pesi gallo (fino a 56 kg.), e terminando la gara al 2º posto con 270 kg. nel totale, ottenendo quindi la medaglia d'argento alle spalle del cubano Daniel Núñez-Aguiar (275 kg.) e davanti al polacco Tadeusz Dembończyk (265 kg.). La gara olimpica in quell'edizione era valida anche come campionato mondiale.
Dopo i Giochi Olimpici di Mosca, Sargsyan è ritornato alla categoria dei pesi piuma, dove avrebbe poi gareggiato per gran parte della sua carriera, partecipando ai campionati mondiali di Lilla 1981, valevoli anche come campionati europei, classificandosi al terzo posto nella competizione mondiale e al secondo posto nella contestuale gara europea, ottenendo così, rispettivamente, la medaglia di bronzo e la medaglia d'argento, sollevando 295 kg. nel totale.
Nel 1982 Sargsyan si è consacrato come il miglior sollevatore di pesi al mondo nella sua categoria, vincendo la medaglia d'oro ai campionati mondiali di Lubiana, valevoli anche come campionati europei, con 302,5 kg. nel totale, battendo il tedesco orientale Andreas Behm (300 kg.) e Daniel Núñez-Aguiar (295 kg.).
Ha ripetuto lo stesso risultato l'anno successivo ai campionati mondiali di Mosca, valevoli anche come campionati europei, vincendo la medaglia d'oro con 312,5 kg. nel totale.
Nel 1984, nel mese di aprile, ha partecipato ai campionati europei di Vitoria, ottenendo la medaglia d'argento con 312,5 kg. nel totale, venendo questa volta battuto dal bulgaro Stefan Topurov (315 kg.), che Sargsyan aveva sconfitto l'anno precedente ai campionati mondiali.
Nonostante questa battuta d'arresto e avendo anche realizzato diversi record mondiali sino a quel momento, Sargsyan era considerato uno dei chiari favoriti alla medaglia d'oro per le Olimpiadi di Los Angeles 1984, alle quali però non ha potuto partecipare per via del boicottaggio di quei Giochi Olimpici da parte dei Paesi dell'Est europeo.
Nel 1985 ha vinto la medaglia d'argento ai campionati europei di Katowice con 297,5 kg. nel totale e un'altra medaglia d'argento ai campionati mondiali di Södertälje con 307,5 kg. nel totale, battuto entrambe le volte dal bulgaro Naim Sjulejmanov, in seguito meglio noto, da naturalizzato turco, come Naim Süleymanoğlu.
L'anno successivo ha vinto la medaglia d'argento ai campionati europei di Karl-Marx-Stadt con 295 kg. nel totale, seguita nel 1987 dalla medaglia d'argento ai campionati mondiali di Ostrava con 307,5 kg. nel totale.
Nonostante continuasse ad essere tra i migliori sollevatori al mondo della sua categoria, Sargsyan non è stato incluso nella squadra nazionale dell'URSS per le Olimpiadi di Seul 1988.
A seguito di ciò, ha lasciato l'attività agonistica per alcuni anni, decidendo di rientrare nel 1991, partecipando ai campionati europei di Władysławowo e ritornando subito sul podio, con la medaglia d'argento ottenuta sollevando 290 kg. nel totale. Pochi mesi dopo ha preso parte anche ai campionati mondiali di Donaueschingen, vincendo un'altra medaglia d'argento con 302,5 kg. nel totale.

### 1991 – 1993: nazionale armena
Subito dopo la dissoluzione dell'Unione Sovietica e la dichiarazione di indipendenza dell'Armenia, avvenuti a fine 1991, Sargsyan ha iniziato a gareggiare per il suo Paese d'origine, non partecipando alle Olimpiadi di Barcellona 1992 con la Squadra Unificata della C.S.I., erede della squadra nazionale sovietica.
Ha partecipato sotto la bandiera dell'Armenia ai campionati mondiali di Melbourne 1993, conquistando la medaglia di bronzo con 315 kg. nel totale nella categoria dei pesi piuma (fino a 64 kg.).

### 1993 – 2004: nazionale australiana
Al termine dei campionati di Melbourne Sargsyan è stato invitato a rimanere in Australia dai funzionari australiani della federazione nazionale di sollevamento pesi, e in seguito gli è stata anche offerta la cittadinanza australiana. Ha accettato di firmare un contratto con l'Australian Weightlifting Federation e successivamente ha cominciato a gareggiare per l'Australia.
Con la nuova divisa dell'Australia Sargsyan ha partecipato alle Olimpiadi di Atlanta 1996 rientrando nella categoria dei pesi gallo (fino a 59 kg.), e concludendo al 7º posto finale con 280 kg. nel totale.
Nel 1997 ha partecipato ai campionati mondiali di Chiang Mai, terminando la gara al 6º posto con 267,5 kg. nel totale.
Nel 1998, passando nuovamente alla categoria dei pesi piuma (fino a 62 kg.), ha dapprima vinto la medaglia d'argento ai Giochi del Commonwealth di Kuala Lumpur con 282,5 kg. nel totale, poi ha partecipato ai campionati mondiali di Lahti terminando al 10º posto con 287,5 kg. nel totale.
L'anno successivo ha raccolto un 12º posto con 290 kg. nel totale ai campionati mondiali di Atene.
Nel 2000 ha partecipato alla sua terza e ultima edizione dei Giochi Olimpici, a vent'anni di distanza dalla prima, presentandosi all'Olimpiade di Sydney e terminando al 9º posto con 290 kg. nel totale.
Dopo le Olimpiadi del 2000 Sargsyan ha continuato a gareggiare, prendendo parte nel 2001 ai campionati mondiali di Antalya, conclusi all'8º posto con 292,5 kg. nel totale.
Nel 2002, a quasi 41 anni, ha vinto la medaglia d'oro ai Giochi del Commonwealth di Manchester, sollevando 277,5 kg. nel totale, battendo il nauruano Marcus Stephen che lo aveva battuto nell'edizione precedente.
Nel 2003 ha partecipato ai suoi ultimi campionati mondiali, a Vancouver, terminando al 19º posto con 260 kg. nel totale.
L'anno successivo Sargsyan ha posto definitivamente fine alla sua lunga carriera agonistica, durante la quale ha realizzato 12 record mondiali, tutti ottenuti da atleta sovietico, di cui 6 nei pesi gallo (4 nello slancio e 2 nel totale) e 6 nei pesi piuma (1 nello strappo, 3 nello slancio e 2 nel totale).

## Attività di allenatore
Dopo il ritiro dalle competizioni Sargsyan ha intrapreso l'attività di allenatore per conto della Federazione australiana di sollevamento pesi, allenando, tra gli altri, anche suo figlio David.